# Jean-Pierre Rousselot
Jean-Pierre Rousselot, född den 14 oktober 1846 i Saint Claud, död den 16 december 1924 i Paris, var en fransk abbé och språkforskare.
Rousselot studerade under Gaston Paris ledning, ägnade sig tidigt åt experimentell fonetik och kan sägas vara en av denna vetenskaps grundläggare liksom en av dess främsta tidiga representanter. Han blev 1887 professor vid Institut catholique de Paris, 1897 föreståndare för det vid Collège de France inrättade fonetiska laboratoriet och 1920 professor i fonetik där. 
På samma gång som han väsentligt bidrog till klarläggandet av den fonetiska vetenskapens principer, befordrade han i hög grad dess utveckling genom de apparater han uppfann och de undersökningsmetoder han utarbetade. Även som dialektforskare vann Rousselot stor berömmelse. I förening med Jules Gilliéron utgav han 1887–92 tidskriften "Revue des patois gallo-romans". 
Bland hans arbeten märks Modifications phonétiques du langage étudiées dans le patois d'une famille de Cellefrouin (1892) och Principes de phonétique expérimentale (1897–98).